# ハ・ジウォン
ハ・ジウォン（河智苑、하지원、1978年6月28日 - ）は、韓国の女優。忠清南道の保寧市の生まれ。血液型はA型、身長167cm、体重47kg、スリーサイズB32-W23-H33（インチ）。本名はチョン・ヘリム（전해림）。太陽と月エンターテインメント所属。
趣味はジャズダンス・合気道。特技は剣道・ゴルフ・乗馬。

## 来歴

### デビュー前
- 1978年に4人姉弟の次女として生まれる。姉、妹、弟がいる。
- 高校時代の1996年、地元ソウルの写真館に飾られていた写真が芸能企画社関係者の目に留まり、芸能界デビューの提案を受ける[11]。芸名の由来は、当時のマネージャーの初恋相手の名前がハ・ジウォンであったことから[12]。

- 高校卒業後は檀国大学校演劇映画学科に進学。1997年に入学したものの芸能活動の多忙さから休復学を繰り返し、2007年2月に卒業した[13][14]。

### 1997年-2002年
- 1997年、KBSドラマ『新世代報告 大人たちは知らない』「修学旅行」編の生徒役でデビュー。デビュー直後の活動は順調ではなく、100回以上オーディションに落ちたと語っている[15]。
- 1998年、KBSドラマ『学校2』で不良役のチャン・セジンを演じ、顔を知られ始める。
- 2000年、映画『真実ゲーム』で初主演。アン･ソンギ演じる検事と対決する小悪魔的な高校生の役を演じ、新人女優賞を獲得[16][17]。
- 同年、MBCドラマ『秘密』で汚い手を尽くしてキム・ハヌル演じる姉を陥れようとする妹役を演じる。同役で新人女優賞を獲得。
- 2000年『友引忌』、2002年『ボイス』とホラー映画に続けて出演。「ホラークイーン」のニックネームを得る。『友引忌』では幽霊を演じたが、オーディションでは監督にただ上下左右に目を動かすよう指示され、その結果キャスティングされた[18]。
- 2001年、当時顔を隠して活動していた歌手WaxのMVに出演。『オッパ』では、ビジュアル担当として代わりに歌番組にも出演。リップシンクで大胆なパフォーマンスを披露し、当時「顔のない歌手」だったWaxの正体がハ・ジウォンではないかという噂が広がった[19]。
- 2002年、セクシーコメディ映画『セックスイズゼロ』に出演。エアロビクス部の選手イ・ウニョを演じた。映画のヒットに伴い知名度を高めた。

### 2003年-2006年
- 2003年、”茶母廃人(ダモペイン)”と呼ばれる熱狂的なファンを多数生み出したMBCのフュージョン時代劇『チェオクの剣(原題：茶母)』に主演。同作を通してワイヤーアクションに挑戦。雪山で遭難同然となったり、崩壊する恐れがある洞窟でのロケを、地元住民に「狂っている」と止められるなど、命がけで撮影に挑んだ[20][21][22]。
- 2003年、映画『人生の逆転』のPRのため、PSYによる挿入歌『ホームラン』を歌番組で披露した。後に、歌手活動は当時所属していた会社の社長に騙されてしたことで不本意であったと明かし、「(ホームランの)ホームの字だけでも嫌だ」と冗談交じりに語ったこともある[23][24][25]。
- 2004年、高視聴率を記録し”バリラバー”と呼ばれるファンを生み出した、SBSの愛憎劇ドラマ『バリでの出来事』に出演。図々しく卑屈で、従来のヒロイン像とは異なる現実的な女性イ・スジョンを演じ、その演技力が評価され[26]、百想芸術大賞で最優秀女優賞を受賞。
- 2006年、KBS『ファン・ジニ』に出演。実在したとされる妓生ファン・ジニを演じるにあたり、伽椰琴(カヤグム)や古典舞踊、所作、書などの猛特訓を受けた。特に舞は韓国無形文化財から指導を受けたが、その教え方はドラマ中の特訓よりも厳しいものだった。同作でKBS演技大賞を受賞[27]。

### 2007年-2010年
- 2007年、映画『一番街の奇蹟』でボクサー役に挑戦。役作りのため、元WBCチャンピオンのピョン・ジョンイルから3か月間の訓練を受けた[28][29]。
- 2009年、映画『TSUNAMI-ツナミ-』に出演。同作は、釜山沖で起こる津波を題材とした災害映画で、動員数1000万人を超えるヒット作となった。作中で、刺身屋を営業するカン・ヨニを演じ、釜山の方言を披露している。
- 同年、映画『私の愛、私のそばに』に出演。ルーゲーリッグ病の夫を献身的に支える妻を演じ、青龍映画賞及び百想芸術大賞で主演女優賞を受賞。
- 2010年-2011年、SBSドラマ『シークレット・ガーデン』に出演。スタントウーマンを演じた。同作は高視聴率を記録し、ヒット作となった。

### 2011年-2016年
- 2011年、映画『第7鉱区』に主演。役を演じるにあたり、バイクの運転免許証とスキューバダイビングのライセンスを取得した。同作は韓国初の3D映画であり、封切り直後は動員数が好調であったが、最終的には興行不振に終わった。韓国内での興行には失敗したものの、中国では当時の歴代韓国映画最高の成績を収めた。後にハ・ジウォンは、同作撮影の直後に『シークレット・ガーデン』に参加したが、『第7鉱区』の役から離別することができず心理治療を受けたことがあると明かした[30][31][32][33]。
- 2012年、映画『ハナ～奇跡の46日間～』で韓国の著名卓球選手玄静和（ヒョン・ジョンファ）を演じた。このキャスティングは、現役を引退後指導者をしているヒョン・ジョンファ本人の推薦によるものであった。役作りにあたりヒョン・ジョンファから直接の卓球トレーニングの指導を受けた[34][35][36]。
- 2013年には、10年以上所属した「ウェルメイドスターエム」との専属契約を終了し、個人事務所「太陽と月エンターテインメント」を設立[37]。独立当時は自由が欲しくて、一人で仕事をしたいための事務所設立だったが、2024年現在では複数人の俳優・声優などを抱える事務所となっている[9]。独立後1作めとなるMBCドラマ『奇皇后』は当初、主人公の奇皇后をはじめとする主要人物を肯定的に評価するのは難しい人物だという側面から、歴史を歪曲したとの批判を受けて放送をスタートした。しかし、出演者の熱演とスピーディーなストーリー展開、華麗な映像などが加わり高視聴率を記録した[38][39]。
- 2015年、SBSドラマ『君を愛した時間～私とカレの恋愛白書～』に出演。同作は、PDの降板や脚本家の交代が繰り返され、俳優たちに対する同情の視線も少なくなかった。しかしハ・ジウォン本人は、「ドラマの撮影はほとんどギリギリであったが、それでも不協和音はなく、むしろたくさん笑って楽しかった現場であった」と述べている[40][41]。

### 2017年-現在
- 2017年、MBCドラマ『病院船』で自身初の医師役に挑戦し、MBCミニシリーズ部門の最優秀演技賞を受賞。同作は巨済島オールロケーションで撮影された[42][43]。
- さらに同年、ジョン・ウー監督による『君よ憤怒の河を渉れ』のリメイク作品『マンハント』に出演し、日中韓の俳優と共演。女殺し屋を演じた。ハ・ジウォンは、ジョン・ウー監督作品に出演することに関して、「子供のころ、誰もが羨望していた監督と作業することができるという事実がまるで夢のようだ」と語った[44][45]。
- 2019年-2020年、JTBCドラマ『チョコレート』に出演し、シェフ役に挑戦。温かく愛らしい性格を持つヒロインを演じた[46]。

## 家族
・弟：チョン・テス（전태수）俳優（1984年3月2日 - 2018年1月21日）。

## 歌手活動・MV
- 2003年、アルバム『ホームラン』発売[47] [48]
- 2014年、デジタルシングル『私はいま、この場所に』発売[49]
- 2015年、『あなたはジョイ』を作詞　feat.ヒチョル（ZEA)

### OST
- 2014年『私、今この座に』（奇皇后）
- 2019年『あなたと私』（チョコレート）

### MV
| 年   | アーティスト                 | 曲名                                                |
| ---- | ---------------------------- | --------------------------------------------------- |
| 1999 | Y2K                          | 悲恋《비련》                                        |
| 2001 | Wax《왁스》                  | ママの日記《엄마의 일기》                           |
| 2001 | Wax《왁스》                  | オッパ《오빠》                                      |
| 2001 | Luey《루이》                 | 淚2《루》                                           |
| 2004 | KCM                          | モノクロ写真《흑백사진》                            |
| 2005 | イ・スヨン《이수영》         | 花《꽃》                                            |
| 2008 | Rain《비》                   | Love Story                                          |
| 2015 | PSY《싸이》                  | Daddy                                               |
| 2021 | イム・チャンジョン《임창정》 | 大したことなかったあの一日に《별거 없던 그 하루로》 |

## 出演作品

### 映画
| 年   | タイトル                                    | 原題 英題                                       | 役名 《韓》                     | 備考                    |
| ---- | ------------------------------------------- | ----------------------------------------------- | ------------------------------- | ----------------------- |
| 2000 | 真実ゲーム                                  | 실게임 Truth Game                               | ハン・ダヘ 《한다혜》           |                         |
| 2000 | リメンバー・ミー                            | 동감(同感） Ditto                               | ソ·ヒョンジ 《서현지》          |                         |
| 2000 | 友引忌(ともびき)                            | 가위(はさみ) Nightmare                          | ギョンア/ウンジェ 《경아/은주》 | 2004年7月3日 日本公開   |
| 2002 | ボイス                                      | 폰(フォン) Phone                                | ソ・ジウォン 《서지원》         | 2003年4月26日 日本公開  |
| 2002 | セックス イズ ゼロ                          | 색즉시공(色即是空) Sex Is Zero                  | イ・ウニョ 《이은효》           |                         |
| 2003 | 人生の逆転                                  | 역전에 산다 Reversal of Fortune                 | ハン・ジヨン 《한지영》         |                         |
| 2004 | 愛しのサガジ                                | 내 사랑 싸가지 100 Days with Mr. Arrogant       | カン・ハヨン 《강하영》         |                         |
| 2004 | 恋する神父                                  | 신부수업 Love, So Divine                        | ヤン・ボンヒ 《양봉희》         | 2005年7月16日 日本公開  |
| 2005 | 私の人生で一番美しい一週間                  | 내 생애 가장 아름다운 일주일 All for Love       | カメオ                          |                         |
| 2005 | ふたつの恋と砂時計                          | 키다리 아저씨(あしながおじさん) Daddy-Long-Legs | チャ·ヨンミ 《차영미》          | 2006年6月24日 日本公開  |
| 2005 | デュエリスト                                | 형사-Duelist Duelist                            | ナムスン 《남순》               | 2006年4月22日 日本公開  |
| 2007 | 一番街の奇蹟                                | 1번가의 기적 Miracle on 1st Street              | ソン・ミョンラン 《손명란》     |                         |
| 2007 | セックス イズ ゼロ２                        | 색즉시공2(色即是空2) Sex Is Zero2               | イ・ウニョ 《이은효》(カメオ)   |                         |
| 2008 | 最後の贈り物                                | 마지막 선물 His Last Gift                       | ヘヨン 《혜영》(カメオ)         | 2009年11月22日 日本公開 |
| 2008 | パボ                                        | 바보(バカ) Miracle of a Giving Fool             | ジホ 《지호》                   |                         |
| 2009 | TSUNAMI-ツナミ-                             | 해운대(海雲台) Tidal Wave                       | カン・ヨンヒ 《강연희》         | 2010年9月25日 日本公開  |
| 2009 | 私の愛、私のそばに                          | 내 사랑 내 곁에 Closer to Heaven                | イ・ジス 《이지수》             | 2011年2月5日 日本公開   |
| 2011 | 第7鉱区                                     | 7광구 Sector7                                   | チャ・ヘジュン 《차해준》       | 2011年11月12日 日本公開 |
| 2012 | ハナ～奇跡の46日間～                        | 코리아(コリア) As One                           | ヒョン・ジョンファ 《현정화》   | 2013年4月20日 日本公開  |
| 2014 | 朝鮮美女三銃士                              | 조선미녀 삼총사 The Huntresses                  | ジンオク 《진옥》               | 2014年8月9日 日本公開   |
| 2015 | いつか家族に                                | 허삼관(許三觀) Chronicle of a Blood Merchant    | ホ・オンナン 《허옥란》         |                         |
| 2016 | パーフェクト・プロファイラー ー命がけの恋愛 | 목숨 건 연애 Life Risking Romance               | ハン・ジェイン 《한제인》       |                         |
| 2017 | マンハント                                  | 맨헌트 Manhunt                                  | レイン/ツウィ 《레인・쯔위》    | 2018年2月9日 日本公開   |
| 2020 | 担保                                        | 담보 Pawn                                       | スンイ 《승이》                 |                         |
| TBA  | 雨光(仮)                                    | 비광 Bigwang                                    | ナミ 《남미》                   | 2022年7月27日公開予定   |

### テレビドラマ
| 年        | タイトル                             | 原題 英題                                     | 役名 《韓》                                        | 局       | 備考               |
| --------- | ------------------------------------ | --------------------------------------------- | -------------------------------------------------- | -------- | ------------------ |
| 1996 1997 | 新世代報告書 大人たちは知らない      | 신세대 보고 어른들은 몰라요                   | 学生                                               | KBS1     |                    |
| 1997      | 青い鳥はいる                         | 파랑새는 있다 A Bluebird Has It               | ハンバーガーショップ店員                           | KBS2     |                    |
| 1997      | 愛よりもっと大きい愛                 | 사랑보다 더 큰 사랑                           | スヨン 《수연》                                    | MBC      |                    |
| 1998      | 龍の涙                               | 용의 눈물 Dragon’s Tears                      | 昭嬪盧氏 《궁녀 나인 노씨 》                       | KBS1     | 第117、118話に出演 |
| 1998      | 裸足の青春                           | 맨발의 청춘 The Barefooted Youth              | スオク                                             | KBS2     | 第12話に出演       |
| 1999      | 日曜ベスト～危険な子守唄             | 일요베스트 – 위험한 자장가                    | ヨンウン 《영은》                                  | KBS2     |                    |
| 1999 2000 | 学校2                                | 학교 2 School2                                | チャン・セジン 《장세진》                          | KBS      |                    |
| 2000      | 秘密                                 | 비밀 Secret                                   | イ・ジウン 《이지은》                              | MBC      |                    |
| 2001      | 人生は美しい                         | 인생은 아름다워 Life is Beautiful             | ユ・ヒジョン 《유희정》                            | KBS2     |                    |
| 2002      | 太陽の誘惑                           | 햇빛 사냥 Sunshine Hunting                    | パク・テギョン 《박태경》                          | KBS2     |                    |
| 2003      | チェオクの剣                         | 다모 Damo                                     | チャン・チェオク /チャン・チェヒ 《장채옥/장재희》 | MBC      |                    |
| 2004      | バリでの出来事                       | 발리에서 생긴 일 What Happened in Bali        | イ・スジョン 《이수정》                            | SBS      |                    |
| 2005      | ファッション70s                      | 패션 70's Fashion 70's                        | 女子大生(カメオ)                                   | SBS      | 第3話に出演        |
| 2006      | ファン・ジニ                         | 황진이 Hwang Jini                             | ファン・ジニ /ミョンウォル 《황진이》              | KBS2     |                    |
| 2010 2011 | シークレット・ガーデン               | 시크릿 가든 Secret Garden                     | キル・ライム 《길라임》                            | SBS      |                    |
| 2012      | キング～Two Hearts                   | 더킹 투하츠 The King 2 Hearts                 | キム・ハンア 《김항아》                            | MBC      |                    |
| 2013 2014 | 奇皇后〜ふたつの愛 涙の誓い〜        | 기황후 Empress Ki                             | キ・ヤン /スンニャン 《기승냥》                    | MBC      |                    |
| 2015      | 君を愛した時間～私とカレの恋愛白書～ | 너를 사랑한 시간 The Time We Were Not in Love | オ・ハナ 《오하나》                                | SBS      |                    |
| 2017      | 病院船〜ずっと君のそばに〜           | 병원선 Hospital Ship                          | ソン・ウンジェ 《송은재》                          | MBC      |                    |
| 2019 2020 | チョコレート                         | 초콜릿 Chocolate                              | ムン・チャヨン 《문차영》                          | JTBC     |                    |
| 2021      | ドラマワールド2                      | Drama World2                                  | ジウォン 《지원》                                  | Lifetime |                    |
| 2022      | カーテンコール                       | 나무는 서서 죽는다                            | セヨン 《세연》                                    | KBS2     |                    |

### バラエティ他、主なテレビ番組出演
| 年                    | タイトル                                                    | 局           | リンク                        | 備考                                                                               |
| --------------------- | ----------------------------------------------------------- | ------------ | ----------------------------- | ---------------------------------------------------------------------------------- |
| 2000 12.13            | 特集アンコール歌謡 《특집 앵콜 가요대전》                   | KMTV         |                               | MC                                                                                 |
| 2001 6.19             | TVは愛をのせて 《TV는 사랑을 싣고》                         | KBS2         | 動画                          |                                                                                    |
| 2001 1.20             | Music Camp 《음악캠프》                                     | MBC          | 動画                          | Waxの「オッパ」「ママの日記」披露                                                  |
| 2001 1.21             | 人気歌謡 《인기가요》                                       | SBS          |                               | Waxの「オッパ」披露                                                                |
| 2001 7.29             | 挑戦！地球探検隊 《도전! 지구탐험대》                       | KBS2         | 動画                          | オーストラリア海洋水族館 アクアリスト体験。                                        |
| 2001 7.29             | 超特急 日曜日万歳 《초특급 일요일 만세》                    | SBS          | 動画                          | ユ·ジェソクの静かな家族《유재석의 조용한 가족》第20回出演。 ホラーハウス           |
| 2002 7.17             | 飢餓体験 24時間 《기아체험 24시》                           | SBS          |                               | MC。パク・サンウォン、キム・ヒョンジュ、チェリム、キム・ジェウォンなどと共同進行。 |
| 2002 7.18             | ハッピートゥゲザー お盆カラオケ 《해피투게더 쟁반노래방》   | KBS2         | 動画                          | w/キム・ユミ                                                                       |
| 2002 7.22             | 理由のある夜 スターハウス 《이유있는 밤 스타하우스》        | KBS2         |                               | 自宅訪問。妹、母出演。                                                             |
| 2002 7.24             | 気持ち良い水曜日 《기분좋은 수요일》                        | SBS          |                               | w/ホン·ギョンミン                                                                  |
| 2002 12.05            | ハッピーチャンネル 《임백천, 김연주의 행복채널》            | KBS2         |                               | w/イム・チャンジョン                                                               |
| 2002 11.7~ 2003 10.30 | 一夜のTV芸能 《한밤의 TV연예》                              | SBS          |                               | 第6代目女性MC。ユ・ジョンヒョンアナウンサーと共同進行。                            |
| 2003 6.1              | 危険な招待 《위험한초대》                                   | KBS2         | 動画                          |                                                                                    |
| 2003 6.1              | 人気歌謡 《인기가요》                                       | SBS          | 動画                          | 人生の逆転OST「ホームラン」披露。                                                  |
| 2003 6.10             | ヘイヘイヘイ 《신동엽 김원희의 헤이헤이헤이》               | SBS          | 動画                          | 自宅公開。w/キム・スンウ                                                           |
| 2003 12.5             | 第18回ゴールデンディスク賞 《제18회 골든디스크》            | MBC          |                               | MC。ソ·ギョンソクと共同進行。                                                      |
| 2003 12.9             | 100％プロポーズ 《100%프러포즈》                            | SBS          |                               | 妹、弟出演。                                                                       |
| 2003 12.31            | 10代歌手歌謡祭 《10대 가수 가요제》                         | MBC          | 動画① 動画②                   | MC。キム·ヨンマンと共同進行。                                                      |
| 2004 1.2              | ユン・ドヒョンのラブレター 《윤도현의 러브레터》            | KBS2         |                               | w/キム・ジェウォン                                                                 |
| 2004 1.7              | いい朝 《한선교,정은아,조형기의 좋은아침》                  | SBS          |                               | w/キム・ジェウォン                                                                 |
| 2004 1.8              | ハッピートゥゲザー お盆カラオケ 《해피투게더 쟁반노래방》   | KBS2         | 動画① 動画②                   | w/キム・ジェウォン                                                                 |
| 2004 3.9              | チェ・スジョンショー 《최수종쇼》                           | SBS          |                               | w/チョ・インソン、シン・イ                                                         |
| 2004 3.26             | 第40回百想芸術大賞 《제40회 백상예술대상》                  | SBS          |                               | MC。ユ・ジョンヒョンアナウンサーと共同進行。                                       |
| 2004 7.26 8.2         | 野心萬萬 《야심만만 만명에게 물었습니다》                   | SBS          | 動画① 動画②                   | 第71，72回出演。w/クォン・サンウ                                                   |
| 2004 12.4 12.11       | 実況土曜日 《실제상황 토요일》                              | SBS          | 動画① 動画②                   | リアルロマンスラブレター《리얼 로망스 연애편지》第55、56回出演                     |
| 2009 9.23             | 黄金漁場 膝打ち道士 《황금어장 무릎팍도사》                 | MBC          | 動画                          |                                                                                    |
| 2009 9.25 10.2        | スターベロ 《스타벨로》                                     | ELLE TV      |                               | 旅行リアリティ(アムステルダム)。w/キム・ミョンミン                                 |
| 2009 10.18 10.25      | ファミリーがやってきた 《패밀리가 떳다》                    | SBS          | 動画① 動画②                   | 第68、69回出演。                                                                   |
| 2011 8.14             | ペク・ジヨンのピープルインサイド 《백지연의 피플 인사이드》 | tvN          | 記事                          | 第113回に出演。                                                                    |
| 2011 10.15            | スタイルマガジン ロンドン 《스타일 매거진-하지원 런던놀이》 | On Style     |                               | ビューティーレポート                                                               |
| 2011 11.6             | 人気歌謡(K-POP SUPER CONCERT) 《인기가요 K-POP 슈퍼콘서트》 | SBS          | 動画①                         | MC。キム・ヒョンジュンと共同進行。                                                 |
| 2012 3.18             | 日曜日が良い ランニングマン 《일요일이좋다 런닝맨》         | SBS          | 動画                          | 第86回に出演。                                                                     |
| 2012 4.3              | キム・スンウの常勝疾走 《김승우의 승승장구》                | KBS          | 動画① 動画②                   |                                                                                    |
| 2012 4.19             | ハッピートゥゲザー 《해피투게더》                           | KBS          | 動画                          |                                                                                    |
| 2013 4.26 5.3         | サンキュー 《땡큐》                                         | SBS          | 動画                          |                                                                                    |
| 2013                  | 第50回大鐘賞映画祭 《제50회 대종상영화제》                  | KBS2         | 動画① 動画②                   | シン・ヒョンジュンと共同進行                                                       |
| 2015 1.7              | 透明人間 《투명인간》                                       | KBS2         | 動画① 動画② 動画③             | 初回出演。                                                                         |
| 2015 4.28~ 6.16       | お姉さんとゴーゴー 《언니랑 고고》                          | On Style     | 動画                          | 旅行リアリティ(フランス)。姉と共演。全8回。                                        |
| 2016 12.22            | 人生酒場 《인생술집》                                       | tvN          | 動画① 動画②                   |                                                                                    |
| 2018 7.15~ 9.9        | ガリレオ：目覚めた宇宙 《갈릴레오:깨어난 우주》             | tvN          |                               | 全9回。米国MDRS(Mars Desert Research Station、火星探査研究基地)での模擬訓練参加。  |
| 2020 7.12             | ムービールーム 《방구석1열》                                | JTBC         | 動画                          |                                                                                    |
| 2020 8.20 8.27        | 車輪のついた家 《바퀴 달린 집》                             | tvN          | 動画① 動画② 動画③ 動画④ 動画⑤ | 最終回(第11、12回)に出演。                                                         |
| 2021 9.11             | SNL Korea                                                   | coupang play |                               | 第2回に出演。                                                                      |

## 広告

### 1999年-2010年
| 開始年 | 終了年 | 企業名                                | 製品名                                       | ジャンル         | CM |
| ------ | ------ | ------------------------------------- | -------------------------------------------- | ---------------- | --- |
| 1999   | 1999   |                                       | INY                                          | 制服             | |
| 2000   | 2000   |                                       | Borahomenet 《보라홈넷》                     | 通信             | CM |
| 2000   | 2001   | ヒョンジュコンピュータ 《현주컴퓨터》 | アイフレンド 《아이프랜드》                  | PC               | CM① CM② |
| 2000   | 2001   | 東亜・大塚製薬 《동아오츠카》         | デミソーダ 《데미소다》                      | 飲料             | CM① CM② |
| 2001   | 2002   | SHINWON 《신원》                      | viki                                         | 衣料             | 記事 |
| 2002   | 2002   | TSアパレル 《TS어패럴》               | tsucca 《츄카》                              | 衣料             | 記事 |
| 2003   | 2003   | オットギ 《오뚜기》                   | 熱ラーメン 《열라면》                        | 食品             | CM |
| 2003   | 2003   | ABARZO 《아바르조》                   | ABARZO 《아바르조》                          | 衣料             | CM |
| 2003   | 2003   | ロッテ製菓 《롯데제과》               | ティンクル 《팅클》                          | 食料             | CM |
| 2003   | 2004   | YDオンライン 《와이디온라인》         | プリストンテール 《프리스톤테일》            | ゲーム           | 記事① 記事② |
| 2003   | 2004   | 《다른미래 》                         | NIPPER 《니퍼》                              | 衣料             | 記事 |
| 2003   | 2005   | ロッテキャピタル 《롯데캐피》         | ロッテカード 《롯데카드》                    | クレジットカード | CM①(2003年) CM②(2004年) CM③(2004年) CM④(2005年) |
| 2003   | 2003   | DODO 《도도 화장품》                  | 漢方化粧品茶母 《한방 화장품 다모》          | 化粧品           | 記事① 記事② |
| 2004   | 2006   | DAEHYUNINSIDE 《대현패션》            | BLUPEPE 《블루페페》                         | 衣料             | 記事 |
| 2004   | 2005   | アモーレパシフィック 《아모레퍼시픽》 | Mise en scène 《미장센》                     | シャンプー       | CM①(2004年) CM②(2004年) CM③(2004年) CM④(2005年) (w/チョ・インソン) |
| 2004   | 2008   | BANG BANG 《뱅뱅》                    | BANG BANG 《뱅뱅》                           | 衣料             | CM①(2004年)(w/チョ・ソンモ) CM②(2005年）(w/チョ・ソンモ) CM③(2005年)(w/チョ・ソンモ) CM④(2005年)(w/Marco) CM⑤(2006年)(w/クォン・サンウ) CM⑥(2006年)(w/クォン・サンウ) CM⑦(2006年)(w/クォン・サンウ) CM⑧(2007年)(w/クォン・サンウ) CM⑨(2007年)(w/クォン・サンウ) CM⑩(2007年)(w/クォン・サンウ) CM⑪(2008年)(w/クォン・サンウ) CM⑫(2008年)(w/クォン・サンウ) CM⑬(2008年)(w/クォン・サンウ) |
| 2005   | 2005   | イーベイコリア 《이베이코리아》       | オークション 《옥션》                        | オークション     | CM① CM② |
| 2005   | 2005   | Moa Construction 《모아건설》         | MIRAEDO 《미래도》                           | 不動産           | CM |
| 2005   | 2006   | MARS 《마즈》                         | Doveチョコレート 《도브 초콜릿》             | 食品             | CM |
| 2005   | 2005   | Mexicana Chicken 《멕시카나 치킨》    |                                              | 食品             | CM |
| 2005   | 2010   | IN THE F                              | COMPAGNA 《꼼빠니아 》                       | 衣料             | CM CM②(2009年) CM③(2010年) |
| 2006   | 2006   | 廣東製薬 《광동제약》                 | とうもろこしのヒゲ茶 《옥수수수염차》        | 飲料             | 記事 |
| 2006   | 2008   | LG生活健康 《LG생활건강》             | VOV 《보브》                                 | 化粧品           | CM CM② |
| 2007   | 2008   | E-Land World 《이랜드월드》           | VIANNI 《비아니》                            | 衣料             | 記事 CM |
| 2008   | 2009   | ハイト眞露 《하이트진로》             | チャミスル 《참이슬》                        | 酒               | 記事 CM |
| 2009   | 2009   | 映画振興委員会 映像物保護委員会       | Good Download Campaign 《굿다운로더 캠페인》 | 違法DL公共広告   | |
| 2010   | 2010   | ELCA Korea 《ELCA코리아》             | Estée Lauder 《에스티로더》                  | 化粧品           | CM |
| 2010   | 2012   | P&G                                   | Olay 《올레이》                              | 化粧品           | CM①(2010年) CM② CM③(2011年) CM④(2012年) |

### 2011年-2020年
| 開始年 | 終了年 | 企業名                                  | 製品名                                       | ジャンル                  | CM |
| ------ | ------ | --------------------------------------- | -------------------------------------------- | ------------------------- | --- |
| 2011   | 2011   | ピングレ 《빙그레》                     | acafela 《아카페라》                         | 飲料                      | CM(w/10cm) |
| 2011   | 2011   | GUESSKOREA 《게스코리아》               | GUESS EYEWEAR 《게스 아이웨어》              | 服飾品                    | 記事① 記事② |
| 2011   | 2011   | OBビール 《OB 맥주》                    | Cass Light 《카스 라이트》                   | 酒                        | CM (w/PSY) |
| 2011   | 2016   | ハナ金融グループ 《하나금융그룹》       | KEBハナ銀行 《KEB하나은행》                  | 金融                      | CM①(2011年) CM②(2013年) CM③(空港編)(2013年) CM④(アメリカ・ロシア編)(2014年) CM⑤(ブラジル・オーストラリア編)(2014年) CM⑥(w/キム・スヒョン) |
| 2011   | 2013   | ASICS KOREA 《아식스 코리아》           | ASICS G1                                     | 靴                        | CM①(2011年) CM②(2012年) CM③(2013年)(w/イ・ジョンソク) CM④(2013年)(w/イ・ジョンソク) CM⑤(2013年)(w/イ・ジョンソク) CM⑥ (2013年) |
| 2011   | 2020   | FASHION GROUP HYUNGJI 《패션그룹형지 》 | CROCODILE LADIES 《크로커다일 레이디 》      | 衣料                      | CM(2011年) CM(2012年夏) CM(2012年秋) CM(2012年) CM(2013年) CM(2013年冬) CM(2014年春夏) CM(2014年秋) CM(2014年冬) CM(2015年春) CM(2015年夏) CM(2015年秋) CM(2015年冬) CM(2016年春) CM(2016年夏) CM(2016年秋) CM(2016年冬) CM(2017年春夏) CM(2017年秋冬) CM(2018年春夏) CM(2018年秋冬) CM(2019年秋冬) CM(2020年)春夏 CM(2020年秋冬) CM(2020年冬) |
| 2012   | 2012   | カフェベネ 《카페베네》                 | December24 《디셈버24》                      | ビューティ ＆ヘルスストア | CM① |
| 2012   | 2016   | ハナ金融グループ 《하나금융그룹》       | 外換2Xカード 《외환2X카드》                  | クレジットカード          | CM①(コーヒー編) CM②(壁編) CM③(ゴルフ編) |
| 2013   | 2015   | FASHION GROUP HYUNGJI 《패션그룹형지 》 | NorthCape 《노스케이프》                     | アウトドア                | CM①(2014年) CM②(w/チ・チャンウク)(奇皇后エピローグ) CM③(2014年秋冬)(w/チ・チャンウク) CM４(2015年春夏)(w/パク・ソジュン) CM⑤(2015年秋冬)(w/パク・ソジュン) |
| 2013   | 2013   | 映画振興委員会 映像物保護委員会         | Good Download Campaign 《굿다운로더 캠페인》 | 違法DL公共広告            | |
| 2014   |        | PURMIL 《푸르밀》                       | ビフィズス 《비피더스》                      | 食品                      | CM①(2014年) CM② CM③(2020年) CM④(2021年) |
| 2015   | 2015   | WeMadeエンターテインメント 《위메이드》 | SOUL&STONE 《소울앤스톤》                    | ゲーム                    | CM |
| 2016   | 2017   | STYLUS 《스타일러스》                   |                                              | ジュエリー                | CM①CM②CM③CM④CM⑤CM⑥ |
| 2016   | 2020   | VIVIEN 《비비안》                       | My Fit                                       | 下着                      | CM①(30秒)CM②(20秒)(2017年) CM③(2018年) |
| 2017   | 2020   | Welkeulon 《웰크론》                    | SESA Living 《세사리빙》                     | 寝具                      | CM①CM②(2017年春夏) CM③CM④(2017年秋冬) CM⑤CM⑥CM⑦(2017年秋冬) CM⑧(2018年春夏) CM⑨CM⑩CM⑪CM⑫CM(2018秋冬) CM⑬(2019年春夏) CM⑭CM⑮CM⑯CM⑰(2019秋冬) CM⑱(2020年春夏) |
| 2017   |        |                                         | Rich The Home 《휴리치더홈》                 | 不動産                    | CM |
| 2018   | 2020   | Hugel 《휴젤》                          | WELLAGE 《웰라쥬》                           | 化粧品                    | CM①(2017年) CM②(2018年) CM③(2019年) |
| 2018   | 2020   | Hugel 《휴젤》                          | THE CHAEUM 《더채움》                        | 化粧品                    | CM |
| 2021   |        | ATRAUM 《아뜨라움》                     | トラディスバイオ 《트래디스바이오》          | 健康機能食品              | |

## 書籍
- 2012　エッセイ集『今この瞬間　幸せな夢の取扱説明書』（ブックログカンパニー）（朝鮮語）ISBN  9788994197333 [50]
- 2015　写真集『HAJIWON'S SECRET』（日本発売）

## 受賞歴
- 第37回大鐘賞　新人女優賞（2000年）
- 青龍映画賞　女優助演賞（2000年）
- MBC演技大賞　新人賞（2000年）
- 大衆賞　新人女優賞（2000年）
- 百想芸術大賞　テレビ部門女性新人演技賞（2001年）
- MBC演技大賞 　ベストカップル賞・人気賞・最優秀賞（2003年）
- 青龍映画賞　人気スター賞（2005年）
- KBS演技大賞 　大賞・ベストカップル賞・ネチズン賞（2006年）
- 第30回青龍映画賞　主演女優賞（映画『私の愛、私のそばに』）（2009年）
- MBC演技大賞　大賞・PDが選ぶ今年の演技者賞・人気賞（2013年）
- スタイルアイコンアワード　本賞（2016年）[6]
- KBS演技大賞　最優秀女優賞（2022年）